# Larne F.C.
Larne F.C. – północnoirlandzki klub piłkarski, mający siedzibę w mieście Larne na wschodzie kraju. Występuje na szczeblu NIFL Premiership.

## Historia
Klub został założony w miejscowości Larne w 1889 roku. Na początku swego istnienia zespół występował w niższych ligach. W 1923 debiutował w rozgrywkach na najwyższym poziomie. Od sezonu 1972/73 do 1994/95 oraz od 2003/04 do 2007/08 zespół grał w Premier Division. Klub posiada rekord w ilości występów w finale Pucharu Irlandii Północnej (5 razy), w którym nigdy nie zdobyła trofeum. Podobnie klub nigdy nie wygrał Pucharu Ligi, choć dwukrotnie grał w finale. W sezonie 2018/19 zwyciężył w NIFL Championship i po dłuższej przerwie powrócił do NIFL Premiership.
W sezonie 2022/23 zespół po raz pierwszy w historii został mistrzem Irlandii Północnej.

## Barwy klubowe, strój
| Czerwony | Biały |

Klub ma barwy czerwono-białe. Zawodnicy domowe spotkania zazwyczaj grają w czerwonych koszulkach, białych spodenkach oraz czerwonych getrach.

## Sukcesy

### Trofea krajowe
| \| \| Zdobyte trofea w rozgrywkach Irlandii Północnej (stan na: 01-05-2025) \| |                                                                       |      |                                                                                                   |
| Rozgrywki                                                                      | Osiągnięcie                                                           | Razy | Sezon(y)                                                                                          |
| Mistrzostwo                                                                    | I miejsce                                                             | 2    | 2022/23, 2023/24                                                                                  |
| Mistrzostwo                                                                    | II miejsce                                                            | 1    | 2024/25                                                                                           |
| Mistrzostwo                                                                    | III miejsce                                                           | 1    | 1925/26                                                                                           |
| Puchar                                                                         | zdobywca                                                              | 0    |                                                                                                   |
| Puchar                                                                         | finalista                                                             | 0    |                                                                                                   |
| Puchar                                                                         | finalista                                                             | 6    | 1927/28, 1934/35, 1986/87, 1988/89, 2004/05, 2020/21                                              |
| Puchar Ligi                                                                    | zdobywca                                                              | 0    |                                                                                                   |
| Puchar Ligi                                                                    | finalista                                                             | 2    | 1991/92, 2003/04                                                                                  |
| II liga                                                                        | I miejsce                                                             | 11   | 1954/55, 1956/57, 1963/64, 1964/65, 1965/66, 1966/67, 1968/69, 1969/70, 1970/71, 1971/72, 2018/19 |
| II liga                                                                        | II miejsce                                                            | 0    |                                                                                                   |
| II liga                                                                        | III miejsce                                                           | 0    |                                                                                                   |
| Irlandia Północna                                                              | Zdobyte trofea w rozgrywkach Irlandii Północnej (stan na: 01-05-2025) |      |                                                                                                   |

- Olster Cup:
  - zdobywca (2x): 1951/52, 1987/88

## Poszczególne sezony

### Rozgrywki krajowe
| \| Irlandia Północna \| Bilans występów klubu w rozgrywkach piłkarskich Irlandii Północnej (Stan na 31 maja 2019 r.) \| \| |                                                                                              |        |       |   |   |   |    |    |     |                                          |        |        |      |
| Poziom | Rozgrywki                                                                                    | Sezony | Mecze | Z | R | P | B+ | B– | Pkt | Lata                                     | Awanse | Spadki | Naj. |
| I | NIFL Premiership                                                                             | 45     |       |   |   |   |    |    |     | 1932–1940, 1972–1995, 2003–2008, od 2019 |        |        | 3    |
| II | NIFL Championship                                                                            |        |       |   |   |   |    |    |     | ?, 1947–1972, 1995–2003, 2008–2019       | 4      |        | 1    |
| | Puchar                                                                                       |        |       |   |   |   |    |    |     |                                          |        |        | 2    |
| Irlandia Północna | Bilans występów klubu w rozgrywkach piłkarskich Irlandii Północnej (Stan na 31 maja 2019 r.) |        |       |   |   |   |    |    |     |                                          |        |        |      |

## Stadion
Klub piłkarski rozgrywa swoje mecze domowe na stadionie Inver Park w Larne, który może pomieścić 2500 widzów.

## Kibice i rywalizacja z innymi klubami

### Rywalizacja
Największymi rywalami klubu są inne zespoły z okolic.

### Derby
- Ballyclare Comrades F.C.
- Carrick Rangers F.C.

## Europejskie puchary
Legenda do wszystkich tabel:
- Q – runda eliminacyjna, 1/16, 1/8, 1/4, 1/2 – odpowiednia faza rozgrywek, Grupa – runda grupowa, 1r gr – pierwsza runda grupowa, 2r gr – druga runda grupowa, F – finał, R – runda, PO – play-off
- k. – rzuty karne, los. – losowanie, Dogr. – dogrywka, w. – zasada bramek strzelonych na wyjeździe

| Sezon   | Rozgrywki               | Runda       | Klub                 | Dom       | Wyjazd    | Ogólnie     |
| ------- | ----------------------- | ----------- | -------------------- | --------- | --------- | ----------- |
| 2021/22 | Liga Konferencji Europy | 1Q          | Bala Town            | 1–0       | 1–0       | 2–0         |
| 2021/22 | Liga Konferencji Europy | 2Q          | Aarhus GF            | 2–1       | 1–1       | 3–2         |
| 2021/22 | Liga Konferencji Europy | 3Q          | FC Paços de Ferreira | 1–0       | 0–4       | 1–4         |
| 2022/23 | Liga Konferencji Europy | 1Q          | St Joseph’s          | 0–1       | 0–0       | 0–1         |
| 2023/24 | Liga Mistrzów           | 1Q          | HJK                  | 2–2       | 0–1       | 2–3, Dogr.  |
| 2023/24 | Liga Konferencji Europy | 2Q          | Ballkani             | 1–4       | 0–3       | 1–7         |
| 2024/25 | Liga Mistrzów           | 1Q          | FK RFS               | 0–4       | 0–3       | 0–7         |
| 2024/25 | Liga Konferencji        | 2Q          | wolny los            | wolny los | wolny los | wolny los   |
| 2024/25 | Liga Konferencji        | 3Q          | Ballkani             | 0–1       | 1–0       | 1–1, k: 4–1 |
| 2024/25 | Liga Konferencji        | PO          | Lincoln Red Imps     | 3–1       | 1–2       | 4–3         |
| 2024/25 | Liga Konferencji        | Faza ligowa | Gent                 | 1–0 (D)   | 1–0 (D)   | 34. miejsce |
| 2024/25 | Liga Konferencji        | Faza ligowa | Molde                | 0–3 (W)   | 0–3 (W)   | 34. miejsce |
| 2024/25 | Liga Konferencji        | Faza ligowa | Olimpija Lublana     | 0–1 (W)   | 0–1 (W)   | 34. miejsce |
| 2024/25 | Liga Konferencji        | Faza ligowa | Shamrock Rovers      | 1–4 (D)   | 1–4 (D)   | 34. miejsce |
| 2024/25 | Liga Konferencji        | Faza ligowa | FC Sankt Gallen      | 1–2 (D)   | 1–2 (D)   | 34. miejsce |
| 2024/25 | Liga Konferencji        | Faza ligowa | Dynama Mińsk         | 0–2 (W)   | 0–2 (W)   | 34. miejsce |
| 2025/26 | Liga Konferencji        | 1Q          | Auda                 | 0–0       | 2–2       | 2–2, k: 4–2 |
| 2025/26 | Liga Konferencji        | 2Q          | Prishtina            | 0–0       | 1–1       | 1–1, k: 5–4 |
| 2025/26 | Liga Konferencji        | 3Q          | Santa Clara          | 0–3       | 0–0       | 0–3         |